# Gerard Fernandez
|  | Aquest article tracta sobre la monja catòlica. Si cerqueu el futbolista català, vegeu «Gerard Fernández». |

Gerard Fernandez (nascuda el 1938) és una monja catòlica coneguda per la seva feina com a consellera per condemnats a mort a Singapur.
Al llarg de més de 40 anys, ha treballat amb 18 persones condemnades a mort; les més famoses van ser Catherine Tan Mui Choo i Hoe Kah Hong, dues dones que eren còmplices de l'assassinat ritual de dues nenes l'any 1981.

## Trajectòria
Gerard explica que, quan era petita, el seu pare feia exercicis de pronunciació en anglès i una de les frases que feia dir als seus germans era "et condemno a la presó de Sing Sing, on seràs penjat, arrossegat i esquarterat". Ella va decidir que no li agradava aquella frase, i va dir una oració a la Mare de Déu. Als 18 anys es va fer monja de les Germanes del Bon Pastor. Als 36 anys va comença a treballar amb el primer condemnat a mort.

## Fama
El 2018, va aparèixer al curtmetratge Sister de la directora Chai Yee Wei. La pel·lícula explicava com la germana Gerard havia atès Catherine Tan Mui Choo i Hoe Kah Hong abans de morir.

## Premis
Fou la primera dona de Singapur que va entrar a la llista 100 Women de la BBC, que honora les dones més influents de tot el món. Quan el va rebre va dir que no treballava per guanyar premis, i que no s'esperava guanyar-ne cap als 81 anys.